# Valgioie
Valgioie là một đô thị ở tỉnh Torino trong vùng Piedmont, có vị trí cách khoảng 30 km về phía tây của Torino, nước Ý. Tại thời điểm ngày 31 tháng 12 năm 2004, đô thị này có dân số 811 người và diện tích là 9,1 km².
Valgioie giáp các đô thị: Sant'Ambrogio di Torino, Chiusa di San Michele, Avigliana, Coazze, và Giaveno.